# Зяброві кришки

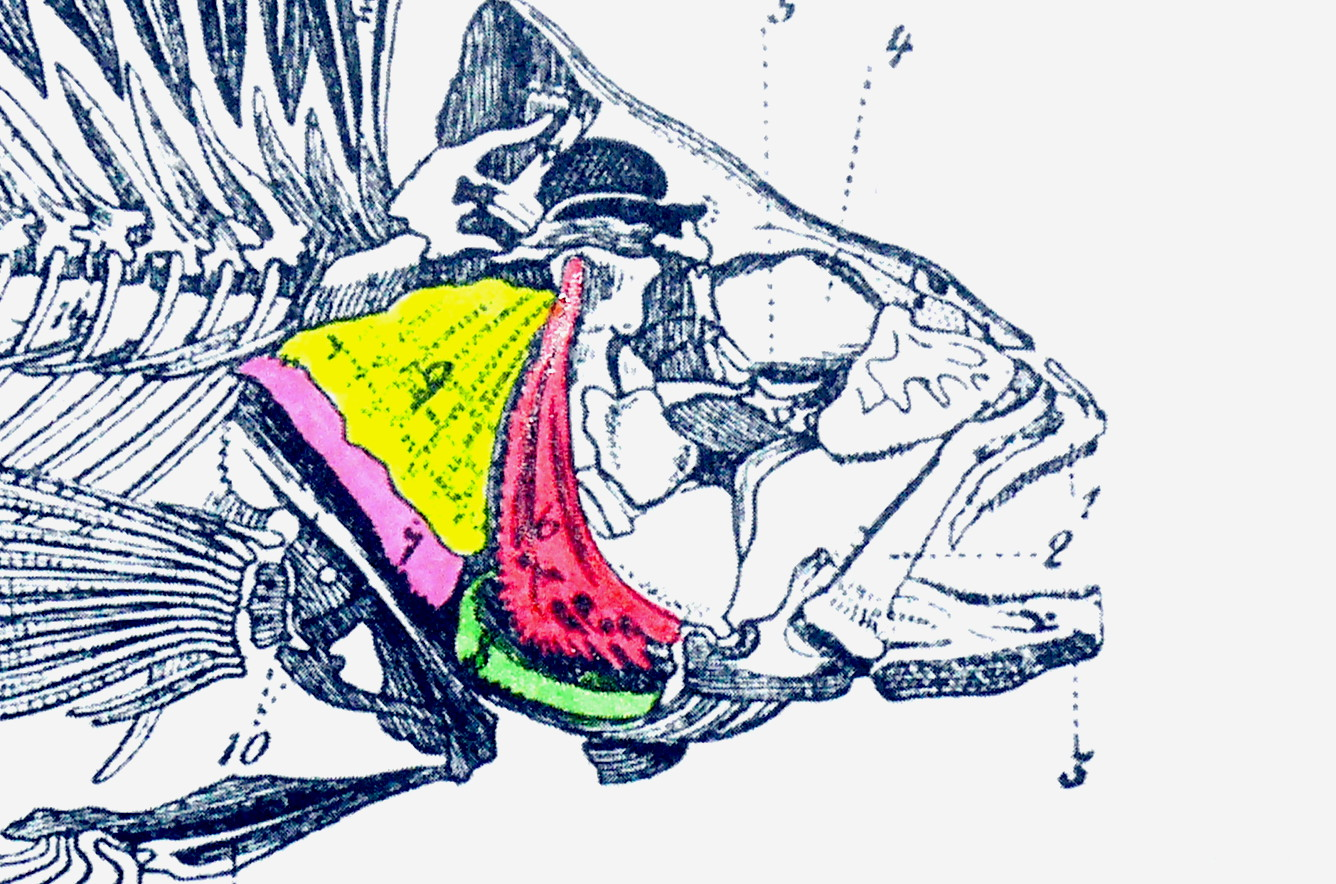
Череп риби. Зяброва кришка, різні кістки виділені кольором: червоний — передришкова, жовтий — кришкова, зелений — міжкришкова, рожевий — підкришкова.

Зя́брова кри́шка (лат. Operculum) — пласка шкіряна або кісткова структура, що прикриває зовні зяброві щілини у більшості риб (за винятком акул і скатів), а також у личинок земноводних, особливо в пуголовків. 
У більшості риб зяброва кришка складається з чотирьох кісток: передкришкової (лат. praeoperculum), кришкової (operculum), міжкришкової (interoperculum), підкришкової (suboperculum).
У більшості риб активно бере участь в акті дихання: при її підніманні створюється розріджений простір в зябровій порожнині, куди поступає через зябровий апарат вода з ротової і глоткової порожнин. 
За річними кільцями на кістках можна визначати вік деяких риб.

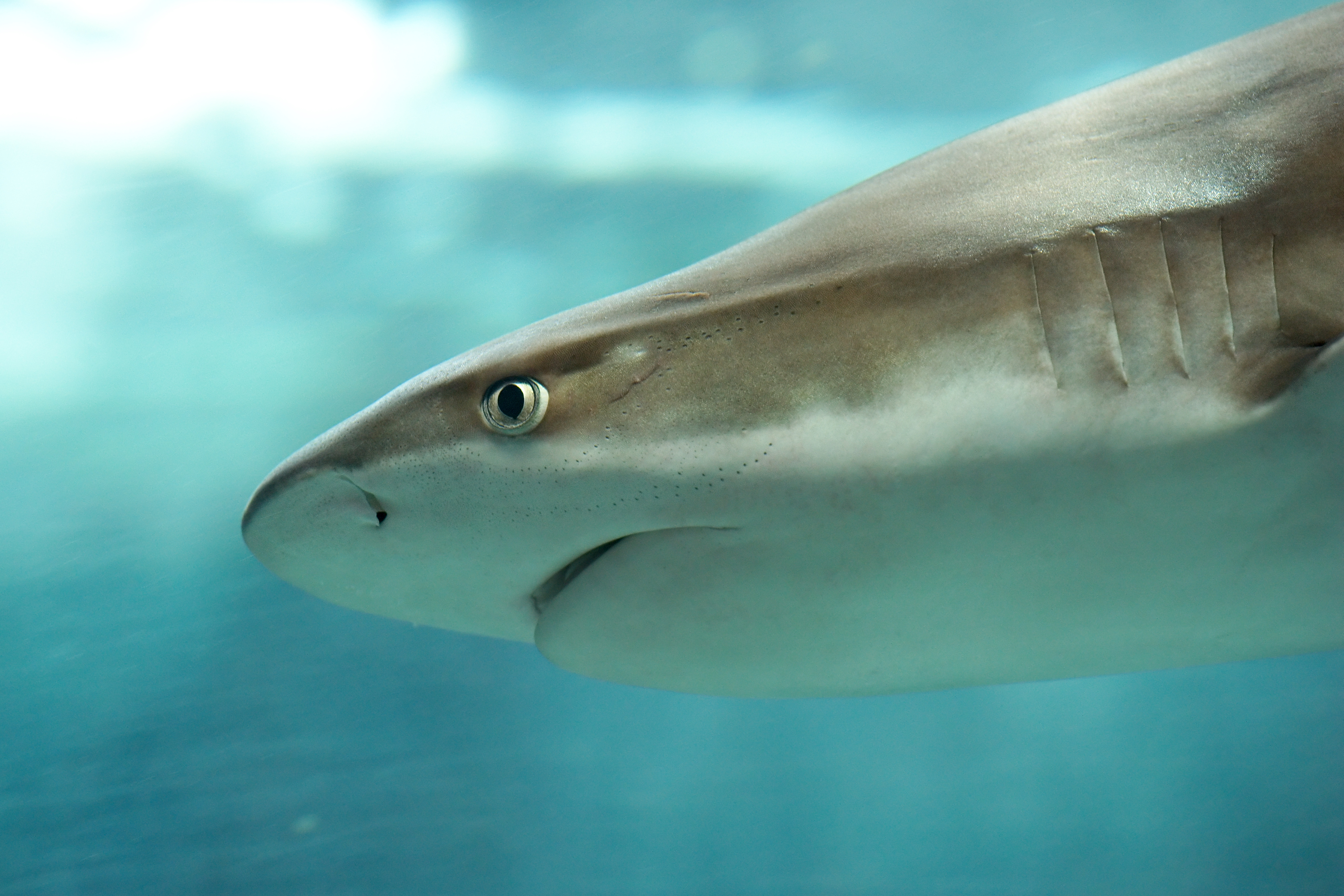
Зябра у акули

В акул та скатів зяброва кришка відсутня.